# سید دانیال محبی
سید دانیال محبی سیاستمدار ایرانی، استاندار سابق سیستان و بلوچستان است.

## سوابق
دانیال محبی مسئولیت معاونت سیاسی امنیتی استاندار سیستان و بلوچستان در دولت هشتم، تا سطح معاون وزارت کشور در دولت‌های هاشمی و خاتمی را تجربه کرده‌است.